# VIIe législature des Cortes d'Aragon
La VIIe législature des Cortes d'Aragon est un cycle parlementaire des Cortes d'Aragon, d'une durée de quatre ans, ouvert le 21 juin 2007, à la suite des élections du 27 mai précédent, et clos le 29 mars 2011.

## Bureau
| Poste                    | Titulaire                | Parti | Parti | Circonscription |
| ------------------------ | ------------------------ | ----- | ----- | --------------- |
| Président                | Francisco Pina           |       | PSOE  | Huesca          |
| Première vice-présidente | Ana Fernández            |       | PSOE  | Saragosse       |
| Première vice-présidente | Mayte Pérez (12/07/2007) |       | PSOE  | Saragosse       |
| Second vice-président    | Miguel Ángel Lafuente    |       | PP    | Teruel          |
| Première secrétaire      | María Herrero            |       | PAR   | Teruel          |
| Seconde secrétaire       | Ana Grande               |       | PP    | Huesca          |

## Groupes parlementaires
| Nom | Nom                        | Début | Fin | Porte-parole                            |
| --- | -------------------------- | ----- | --- | --------------------------------------- |
|     | Groupe socialiste          | 30    | 30  | Jesús Franco                            |
|     | Groupe populaire           | 23    | 23  | Antonio Suárez Eloy Suárez (18/11/2008) |
|     | Groupe aragonais           | 9     | 9   | Javier Allué                            |
|     | Groupe Union aragonaisiste | 4     | 4   | Chesús Bernal                           |
|     | Groupe mixte               | 1     | 1   | Adolfo Barrena                          |

## Commissions parlementaires
| Commission                                                                 | Président             | Parti | Parti | Circonscription |
| -------------------------------------------------------------------------- | --------------------- | ----- | ----- | --------------- |
| Commissions permanentes législatives                                       |                       |       |       |                 |
| Commission institutionnelle                                                | Enrique Villarroya    | PSOE  |       | Huesca          |
| Commission de l'Économie et des Budgets                                    | Miguel Navarro        | PP    |       | Teruel          |
| Commission des Travaux publics, de l'Urbanisme et des Transports           | Jesús Sarría          | PSOE  |       | Saragosse       |
| Commission agraire                                                         | José Ramón Laplana    | PSOE  |       | Huesca          |
| Commission de l'Industrie, du Commerce et du Tourisme                      | Ana de Salas          | PAR   |       | Saragosse       |
| Commission de la Santé                                                     | Montserrat Villagrasa | PSOE  |       | Huesca          |
| Commission de l'Éducation, de la Culture et du Sport                       | Vicente Larred        | PSOE  |       | Teruel          |
| Commission de l'Environnement                                              | José Callau           | PAR   |       | Huesca          |
| Commission des Affaires sociales                                           | Carmen Sánchez        | PSOE  |       | Saragosse       |
| Commission de la Science, de la Technologie et de l'Enseignement supérieur | Ángel Tomás           | PSOE  |       | Teruel          |
| Commission de la Politique territoriale, de la Justice et de l'Intérieur   | Joaquín Peribáñez     | PAR   |       | Teruel          |
| Commissions permanentes non-législatives                                   |                       |       |       |                 |
| Commission du Règlement et du Statut des députés                           | Francisco Pina        | PSOE  |       | Huesca          |
| Commission des Pétitions et des Droits humains                             | Luisa Vicente         | PSOE  |       | Teruel          |

## Gouvernement et opposition
| Candidat                  | Date                                      | Vote       |      |    |     |     |    | Résultat |
| Candidat                  | Date                                      | Vote       | PSOE | PP | PAR | CHA | IU | Résultat |
| Marcelino Iglesias (PSOE) | 5 juillet 2007 (majorité absolue requise) | Oui        | 30   |    | 9   |     |    | 39 / 67  |
| Marcelino Iglesias (PSOE) | 5 juillet 2007 (majorité absolue requise) | Non        |      | 23 |     | 4   | 1  | 28 / 67  |
| Marcelino Iglesias (PSOE) | 5 juillet 2007 (majorité absolue requise) | Abstention |      |    |     |     |    | 0 / 67   |

## Désignations

### Sénateurs
| Parti | Parti | Sénateurs désignés      | Voix |
| ----- | ----- | ----------------------- | ---- |
| PAR   |       | José María Mur Bernad   | 38   |
| PP    |       | Gustavo Alcalde Sánchez | 23   |

- Désignation : 12 juillet 2007.